# Luis Regueiro
Luis Regueiro (Irún, 1º luglio 1908 – Città del Messico, 6 dicembre 1995) è stato un calciatore spagnolo, di ruolo attaccante.

## Biografia
Era il fratello maggiore di Pedro Regueiro, suo compagno di squadra al Real Union Irun, al Real Madrid e nella nazionale spagnola.

## Carriera
Vinse due volte la Liga nel 1932 e nel 1933 con il Real Madrid e 3 volte la Copa del Rey (nel 1927 con la Real Union, nel 1934 e nel 1936 con il Real Madrid). Dopo lo scoppio della guerra civile spagnola andò a giocare in Messico, dove vinse due Coppe nazionali nel 1940 e nel 1941.

## Palmarès

### Giocatore

#### Competizioni nazionali
- Campionato spagnolo: 2

Real Madrid: 1931-1932, 1932-1933
- Coppa di Spagna: 3

Real Union: 1926-1927
Real Madrid: 1933-1934; 1935-1936